# لیولیاکووو (استان بورگاس)
لیولیاکووو (به بلغاری: Lyulyakovo) یک منطقهٔ مسکونی در بلغارستان است که در Ruen واقع شده‌است.